# MakSim
Pour les articles homonymes, voir Abrossimova.
Marina Abrossimova (en russe : Марина Сергеевна Абросимова, Marina Sergueïevna Abrossimova ; née le 10 juin 1983 à Kazan), plus connue sous le nom de scène MakSim (МакSим), est une chanteuse russe. Elle est principalement connu pour son titre Znaešʹ li ty (Знаешь ли ты). Elle double également la voix de Giselle dans la version russe du film Il était une fois (Enchanted).

## Biographie

### Enfance et jeunesse
Elle est née le 10 juin 1983 à Kazan. Son père Sergeï est mécanicien automobile et sa mère Svetlana est enseignante à l'école maternelle. Dès son plus jeune âge, elle étudie le chant et le piano dans une école de musique. En parallèle, elle fait partie d'un club de karaté et atteint le niveau de la ceinture rouge. Durant sa jeunesse, elle passe beaucoup de temps en compagnie de son frère aîné Maxim et décide de faire du prénom de son frère, son nom de scène. Au lycée, elle participe à plusieurs concours de musique, et commence à écrire ses propres chansons, dont Chuzhoy (Чужой) et Zima (Зима), qui sont incluses dans son deuxième album, Moy ray (Мой рай). Elle est ensuite diplômée de la Faculté des relations publiques de l'Université technique d'État de Kazan.

### Débuts
Dès 1998 dans les studios de Kazan, elle collabore avec le groupe Pro-Z, et enregistre les chansons Zavedi (Заведи) et Prohožij (Прохожий). La chanson Zavedi devient un hit local au Tatarstan, et est diffusée dans les stations de radio locales et jouée dans les boîtes de nuits.
En 2003, aidée par le groupe Pro-Z, elle publie indépendamment le single Trudnyj vozrast (Трудный возраст), qui ne rencontre pas beaucoup de succès, tout comme le deuxième single Nežnost (Нежность). En 2004, MakSim sort la chanson Santimetry dyhanija (Сантиметры дыхания). Le single acquiert une grande popularité, atteignant la 34e position des charts radio des pays de la CEI. Après avoir donné ses premières représentations dans des boîtes de nuit de Kazan et d'autres villes russes, MakSim part s'installer à Moscou.

### Premiers succès
En 2005, elle réédite son titre 'Nežnost (Нежность) et la chanson prend la première place des charts de la radio russe "Golden Gramophone" pendant 9 semaines.
Le 28 mars 2006, le premier album de MakSim, Nežnost (Трудный возраст), sort. Plus de 200 000 exemplaires sont vendus dans les premiers mois et l'album est certifié disque de platine. En octobre, un nouveau single Otpuskaju (Отпускаю) sort. MakSim fait sa première tournée pour soutenir son premier album et donne plus d'une centaine de concerts en Russie, en Allemagne, au Kazakhstan, en Biélorussie et en Estonie.

### Confirmation
En février 2007, le quatrième single officiel de l'album, Znaeš' li ty (Знаешь ли ты), sort. La chanson acquiert une grande popularité, devenant la "carte de visite" de la chanteuse. Avec la sortie de ce single, les ventes de l'album, qui avaient déjà atteint les 800 000 exemplaires vendus, repartent à la hausse, atteignant plus de 1,5 million d'exemplaires fin 2007.
En octobre 2007, MakSim reçoit deux prix lors de la cérémonie des MTV Russia Music Awards : le meilleur interprète et le meilleur projet pop de l'année. Le 13 novembre 2007, elle sort son deuxième album Moy ray (Мой рай). Au total, 700 000 exemplaires seront vendus en 2007 et 1,3 millions à fin 2008. L'album devient disque de diamant. En novembre 2007, le film Il était une fois sort au cinéma, dans lequel MakSim fait la voix du personnage principal : la princesse Giselle.
Dans la tournée suivant son deuxième album, MakSim donne plus de 90 concerts en Russie, en Allemagne, au Kazakhstan, en Biélorussie, en Estonie, en Lettonie, en Lituanie et en Israël. Le 22 mars 2008, MakSim donne un grand concert à Moscou à l'Olimpiyskiy devant plus de 18 000 personnes.
Le 28 avril 2009, le dernier single de l'album Moy ray, la chanson Ne otdam (Не отдам) sort sur les radios. Le single reste numéro un dans les charts radio pendant 5 semaines. En décembre 2009, MakSim est nommé « chanteuse de la décennie » lors de la cérémonie de RU.TV[réf. nécessaire]. Le 1er décembre 2009, son troisième album Odinochka (Одиночка) sort, et atteint le sommet des charts en février 2010.
Le 27 mai 2013, elle sort son quatrième album Drugaja real'nost (Другая реальность). Le 17 novembre 2015, elle sort son cinquième album Horošo (Хорошо). Le single du même nom atteint le top 100 des charts radio, devenant ainsi la 20e chanson de la chanteuse à le faire. Le 7 décembre 2018, le sixième album studio intitulé Poligamnostʹ (Полигамность) sort.
En février 2020, la chanteuse suspend sa carrière en raison de problèmes de santé survenus à la suite d'un accident de la route. De juin à août 2021, elle est hospitalisée pour une pneumonie puis transférée en soins intensifs et placée dans un coma artificiel,
MakSim remonte sur scène en 2022. Elle sort deux nouvelles reprises : une nouvelle version de la chanson Je laisse aller (Отпускаю), enregistrée avec la participation de Egor Kreed, ainsi qu'une nouvelle version de Znaeš' li ty avec Dima Bilan. Le 29 mai 2022, MakSim se produit après la finale de la Coupe de football de Russie au stade Loujniki, interprétant la chanson Znaeš' li ty : elle est accompagnée des joueurs et du staff technique du Spartak Moscou, qui remporte la finale, ainsi que des supporters depuis les tribunes.

## Vie personnelle
De 2008 à 2010, la chanteuse est mariée à son ingénieur du son Alexei Lugovtsov. Le 8 mars 2009, MakSim a donné naissance à une fille, Alexandra. De 2012 à 2014, elle était en couple avec le chanteur du groupe Animal ДжаZ, Alexander Krasovitsky.
Le 29 octobre 2014, MakSim donne naissance à sa deuxième fille, Maria, de l'homme d'affaires Anton Petrov. Ils se séparent en 2015.

## Discographie

### Singles
| Année | Single                         | Classement | Album              |
| Année | Single                         | RU         | Album              |
| ----- | ------------------------------ | ---------- | ------------------ |
| 2005  | Trudniy Vozrast                | 46         | Trudniy Vozrast    |
| 2005  | Nezhnost                       | 178        | Trudniy Vozrast    |
| 2006  | Otpuskayu                      | 1          | Trudniy Vozrast    |
| 2007  | Znayesh li ty                  | 1          | Trudniy Vozrast    |
| 2007  | Vetrom stat                    | 1          | Trudniy Vozrast    |
| 2007  | Moy ray                        | 1          | Moy Ray            |
| 2008  | Nauchus' letat                 | 1          | Moy Ray            |
| 2008  | Luchshaya noch                 | 1          | Moy Ray            |
| 2009  | Ne otdam                       | 1          | Moy Ray            |
| 2009  | Nebo, zacypay (feat. Ligalaiz) | 99         | Odinochka          |
| 2009  | Na radiovolnakh                | 3          | Odinochka          |
| 2009  | Doroga                         | -          | Odinochka          |
| 2010  | Vesna                          | 65         | Odinochka          |
| 2010  | Dozhd                          | 2          | Drugaya real'nost' |
| 2011  | Kak letat                      | 16         | Drugaya real'nost' |
| 2011  | Oskolki                        | 16         | Drugaya real'nost' |
| 2012  | Zhivi                          | 214        | Faza Bistrogo Sna  |
| 2012  | Eto zhe ya                     | 170        | Drugaya Real'nost' |
| 2012  | Kolybel'naya                   | 171        | Drugaya Real'nost' |
| 2013  | Nebo-samolyety                 | 203        | Drugaya Real'nost' |
| 2013  | Ya veter                       | 87         | Drugaya Real'nost' |
| 2013  | Drugaya Real'nost              | 32         | Drugaya Real'nost' |
| 2013  | Ya budu zhit'                  | 192        | Drugaya Real'nost' |
| 2014  | God                            | 179        | TBA                |
| 2015  | "Ne vydykhaï"                  | 204        | TBA                |
| 2015  | Stala svoboneï                 | 192        | TBA                |